# Bavigne
Bavigne (en luxembourgeois : Béiwen [bˈɜɪvən]  et en allemand : Böwen) est un village et une section de la commune luxembourgeoise du Lac de la Haute-Sûre situé dans le canton de Wiltz.
C'est le centre administratif de la commune.